# 上甲微
上甲微（？—？），子姓，名微（一名“昏微”），字上甲。商部族的第九任首領。《史记·殷本纪》载其为王亥之子，王恆之侄。《楚辞·天问》作王亥之侄，王恆之子。夏朝帝泄在位时，王亥和王恒从商丘北上，与在今河北易水一带的有易氏（今河北易水一带）交易，王亥被有易氏首领绵臣所杀见财起歹意，王恒逃回商丘。上甲微即位，四年后借河伯之师，攻灭有易氏，杀绵臣，为王亥报仇。

## 生平

### 早年
其母在甲日生下上甲微，但目前已無法查到其生日是何時。後來，其母依照在其生日的天干來命名其字為「上甲」。之後，凡是商部族一生下孩子的時候，都依照當天的天干來取孩子的名。像是商湯在一生下時，被命名其號為「天乙」（甲骨卜辞中作“大乙”），是因為當天是乙日。但這證明不見得商部族一出生孩子，一定要以當天的天干來命名其名，有時可以因此命其號。屈原在《天問》中稱“上甲微”為“昏微”。按吉城《天问甄微》之说，“昏”并非“昏庸”，而是指上甲乃“昏时”所生。殷人以时、日取名，自干支外，若冥、若昌、若发、若旦皆是，微盖以“昏时”生，故曰“昏微”，省言则曰“微”。

### 討伐有易
在其伯父王亥在有易被杀及父亲王恆前往有易國之後的第四年，人民確認王恒已經失踪，就擁立上甲微為新一任殷商族首領。夏帝泄十六年，上甲微為报“杀伯辱父”之仇，而借河伯族的军队来讨伐有易國。在過黃河時，有易族人没有阻截，反而讓他們順利地渡過。军队渡河之后，有易君綿臣趕緊派遣一位使者，向上甲微說明王亥被杀及王恆失踪的情况。然而上甲微對此半信半疑。但考慮到事情已經木已成舟，而遂斬殺使者且下令進攻。進城之後，上甲微開始派人尋找王恆的蹤影，結果確定是失蹤。這使上甲微失去理智，放縱軍隊進行屠殺，來發洩其的憤怒。而有易君綿臣已经戰死，所以上甲微決定把有易國土納入商的版圖。在微薨亡之後，由“報乙”即位。（《史记·殷本纪》中说：“微卒，子报丁立。”而按王国维《殷卜辭中所見先公先王考》的考證，認為接上甲微之位的是“報乙”。）。

## 身後
商朝建立之後，歷任君主為了紀念祖先的功勞，而對之進行祭典。其中，对上甲微的祭祀特別隆重。武丁在位時，就曾經為上甲微而舉行一場祭祀典禮，並且向他報告目前的國家情況。甲骨卜辞也說，上甲微時常受到商人之報（祭祀）。

## 疑雲
何繁鳥萃棘，負子肆情？
眩弟並淫，危害厥兄。

何變化以作詐，後嗣而逢長？

## 個性
雖然其人品可以與他的祖父、父親媲美，甚至可以跟春秋時代的秦穆公相比，但是無法比上智人的性格，且個性仍然有一些缺陷。在討伐有易國這件事可以知道，雖然有去思考局面，但是為了自己的利益著想，可以說十分自私。為了報仇，而豪不猶豫地放縱自己的軍隊屠殺一些無辜的百姓，表現出了公報私仇、殘忍又激動的一面。另外，大膽與自己的胞弟共同與一位婦女私通，呈現出淫亂的性格。且在最後被胞弟陷入危機，表達晚年的他已經變得不夠嚴謹。

## 評價
對於上甲微的評價很多為正面的，但終究也有少數為負面的。展禽在批評臧文仲祭祀爰居時，舉例一些過去的聖賢，其中他肯定上甲微：「能帥契者也，商人報焉。」。在《今本竹書紀年》中，認為他是把原先勢力衰弱的商國恢復成強大勢力的中興君主。另外，班固在《漢書·古今人表》中同時把上甲微、其祖父冥和伯父王亥列在「中上」這種人品，但這也表示他比智人的人品還要不如。

## 家庭
伯父、父亲和后代继承者均可考证。
- 长辈：
  - 伯父：王亥

- 父亲：
  - 王恆（张崇琛在《〈天问〉中所见之殷先王事迹》中考定：上甲微为王恒之子，而非传统所说的王亥之子）[6]

- 后代继承者：
  - 报乙、报丙、报丁、主壬、主癸、大乙（即成汤），自成汤起建立了殷商王朝。（见王国维《殷卜辞中所见先公先王续考》）